# Марк Ноний Аррий Муциан
Марк Ноний Аррий Муциан (лат. Marcus Nonius Arrius Mucianus) — римский государственный деятель начала III века.

## Биография
Муциан происходил из италийского города Бриксия. Его отцом был консул-суффект эпохи правления Коммода Марк Ноний Аррий Муциан Манлий Карбон, а дедом — консул-суффект 154 года Марк Ноний Макрин. Братом Нония был Марк Ноний Аррий Паулин Апр.
В 201 году Муциан занимал должность ординарного консула вместе с Луцием Аннием Фабианом. Согласно надписи, датированной 204 годом, он входил в состав жреческой коллегии квиндецемвиров священнодействий. Кроме того, он был куратором и патроном Вероны, где в его честь была установлена статуя.
Аррий Муциан был женат на Секстии Азинии Полле.